# Ажан
Ажа̀н (на френски: Agen, местно название Ажѐн [aˈʒɛŋ]) е град в Югозападна Франция, префектура на департамента Лот е Гарон в регион Аквитания. Името му идва от латински Aginnum, което произлиза от келтското agin (в превод скала, възвишение). Градът е разположен на левия бряг на река Гарона. Населението му е около 35 000 души (2010).

## Известни личности
Родени в Ажан
- Ален Аспе (р. 1947), физик
- Жан Батист Бори дьо Сен Венсан (1780 – 1846), учен
- Бернар Жермен дьо Ласепед (1756 – 1825), зоолог и политик